# Máximo Huerta
Máximo Huerta Hernández (Utiel, Valencia, 26 de enero de 1971), también conocido como Màxim Huerta, es un periodista y escritor español. En junio de 2018 desempeñó el cargo de ministro de Cultura y Deporte durante siete días hasta su dimisión al darse a conocer una infracción tributaria ocurrida doce años antes. Fue ganador del Premio Primavera 2014 con su cuarta novela, La noche soñada.

## Biografía
Es licenciado en Ciencias de la Información por la Universidad CEU San Pablo de Valencia y tiene un máster en Diseño Gráfico e Ilustración Editorial por el Instituto Europeo de Diseño de Madrid. Inició su trayectoria profesional en radio y medios escritos de su tierra natal, como las emisoras Radio 5 de RNE en Utiel y Radio Buñol, o los periódicos Valencia 7 días y Las Provincias.
Su salto a la televisión se produjo en 1997, año en que se incorporó a la cadena de televisión autonómica Canal 9, en la que presentó y editó el Informatiu Metropolità y el Informatiu de última hora.
Comenzó a trabajar en Telecinco en la primavera de 1999, presentando y editando el espacio de emisión autonómica de la cadena para la Comunidad Valenciana. Un año después dio el salto a la emisión a nivel estatal al convertirse en uno de los rostros del noticiario Informativos Telecinco, en los que permaneció cinco años presentando distintas ediciones.
En 2005 dio un giro a su carrera profesional, hasta el momento siempre vinculada a los espacios informativos, y se incorporó al equipo de presentadores de El programa de Ana Rosa, un magacín conducido por la periodista Ana Rosa Quintana y muy centrado en asuntos de crónica social. Se mantuvo en el espacio durante diez años, hasta septiembre de 2015.
Desde 2006 y hasta 2010 colaboró en el programa de Ana García Lozano en Punto Radio. En 2016 presentó en La1 de TVE el espacio cinematográfico y de viajes Destinos de película.
El 6 de junio de 2018 se comunicó su nombramiento como ministro de Cultura y Deporte de España en el Gobierno de Pedro Sánchez. Presentó su dimisión como ministro una semana después, tras conocerse que eludió el pago a Hacienda de 218 322 €, empleando una sociedad para tributar por el Impuesto de Sociedades y no por IRPF, además de cargar a esta otros gastos no relacionados con la actividad. Estos gastos injustificados alcanzan la cantidad de 310 150,15 €, incluyendo importes derivados de una segunda vivienda privada en la playa. El total reclamado por Hacienda al ministro en concepto de cuota defraudada, intereses y sanciones se elevó a 365 939,85 €. Fue sustituido en el cargo de ministro de Cultura por el gestor cultural José Guirao, exdirector del Museo Reina Sofía y de La Casa Encendida.
Su mandato de ministro fue el más breve del período democrático actual comenzado en 1978. Hasta entonces, el ministro que menos tiempo mantuvo su cartera fue José Luis García Ferrero, que fue ministro de Agricultura, Pesca y Alimentación de España a finales de 1982 durante 81 días en el Gobierno de Leopoldo Calvo-Sotelo.
De regreso a la profesión periodística, desde julio de 2019 hasta marzo de 2020, presentó el programa de televisión A partir de hoy en La 1 de TVE.
En noviembre de 2020, participó en el programa Mask Singer: adivina quién canta emitido en Antena 3, bajo el disfraz de Gamba. En 2022 presentó el Benidorm Fest en TVE.
En 2023 vuelve a la televisión valenciana para presentar un programa de entrevistas llamado La vida al Máxim.

## Filmografía

### Programas de televisión

#### Como presentador
| Año           | Programa                 | Canal     | Papel       |
| ------------- | ------------------------ | --------- | ----------- |
| 1999 - 2005   | Informativos Telecinco   | Telecinco | Presentador |
| 2005 - 2015   | El programa de Ana Rosa  | Telecinco | Presentador |
| 2016          | Destinos de película     | TVE       | Presentador |
| 2019 - 2020   | A partir de hoy          | TVE       | Presentador |
| 2021 - 2022   | Bona vesprada            | À Punt    | Presentador |
| 2021 - 2022   | Campanadas de fin de año | À Punt    | Presentador |
| 2022          | Benidorm Fest 2022       | TVE       | Presentador |
| 2023-presente | La vida al Màxim         | À Punt    | Presentador |

#### Como invitado/concursante/colaborador
| Año                 | Programa                         | Cadena    | Papel       |
| ------------------- | -------------------------------- | --------- | ----------- |
| 2005; 2025-presente | El programa de Ana Rosa          | Telecinco | Colaborador |
| 2007-2015           | Pasapalabra                      | Telecinco | Invitado    |
| 2015-2016           | Amigas y conocidas               | TVE       | Invitado    |
| 2017                | El gran reto musical             | TVE       | Invitado    |
| 2017                | Dani&Flo                         | Cuatro    | Invitado    |
| 2018                | Viva la vida                     | Telecinco | Invitado    |
| 2020                | Mask Singer: adivina quién canta | Antena 3  | Concursante |
| 2022                | Socialité                        | Telecinco | Invitado    |
| 2022                | La Roca                          | La Sexta  | Invitado    |
| 2022                | Ya es verano                     | Telecinco | Invitado    |
| 2023                | Viajando con Chester             | Cuatro    | Invitado    |
| 2023                | El hormiguero                    | Antena 3  | Invitado    |
| 2024                | ¿Quién quiere ser millonario?    | La Sexta  | Concursante |

### Series de televisión
| Año  | Serie             | Canal     | Personaje   | Notas       |
| ---- | ----------------- | --------- | ----------- | ----------- |
| 2001 | Al salir de clase | Telecinco | Presentador | 2 episodios |
| 2003 | Hospital Central  | Telecinco | Presentador | 2 episodios |
| 2007 | Yo soy Bea        | Telecinco | Él mismo    | 2 episodios |
| 2021 | L'Alqueria Blanca | À Punt    | Juez Varela | 3 episodios |

## Obra
Novelas
- Que sea la última vez... (2009)
- El susurro de la caracola (2011)
- Una tienda en París (2012)
- La noche soñada (2014)

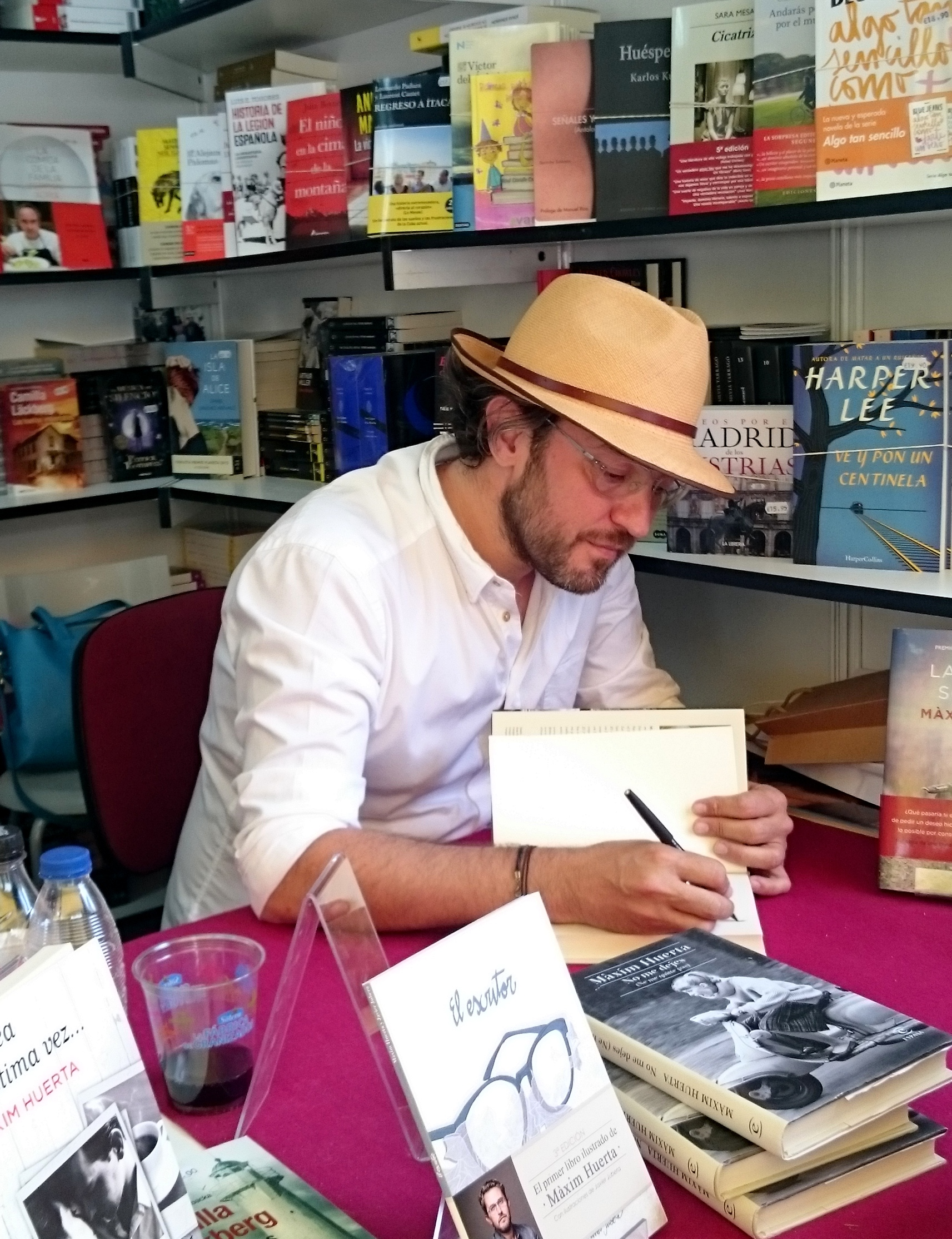
Fotografiado en la Feria del Libro de Madrid de 2016

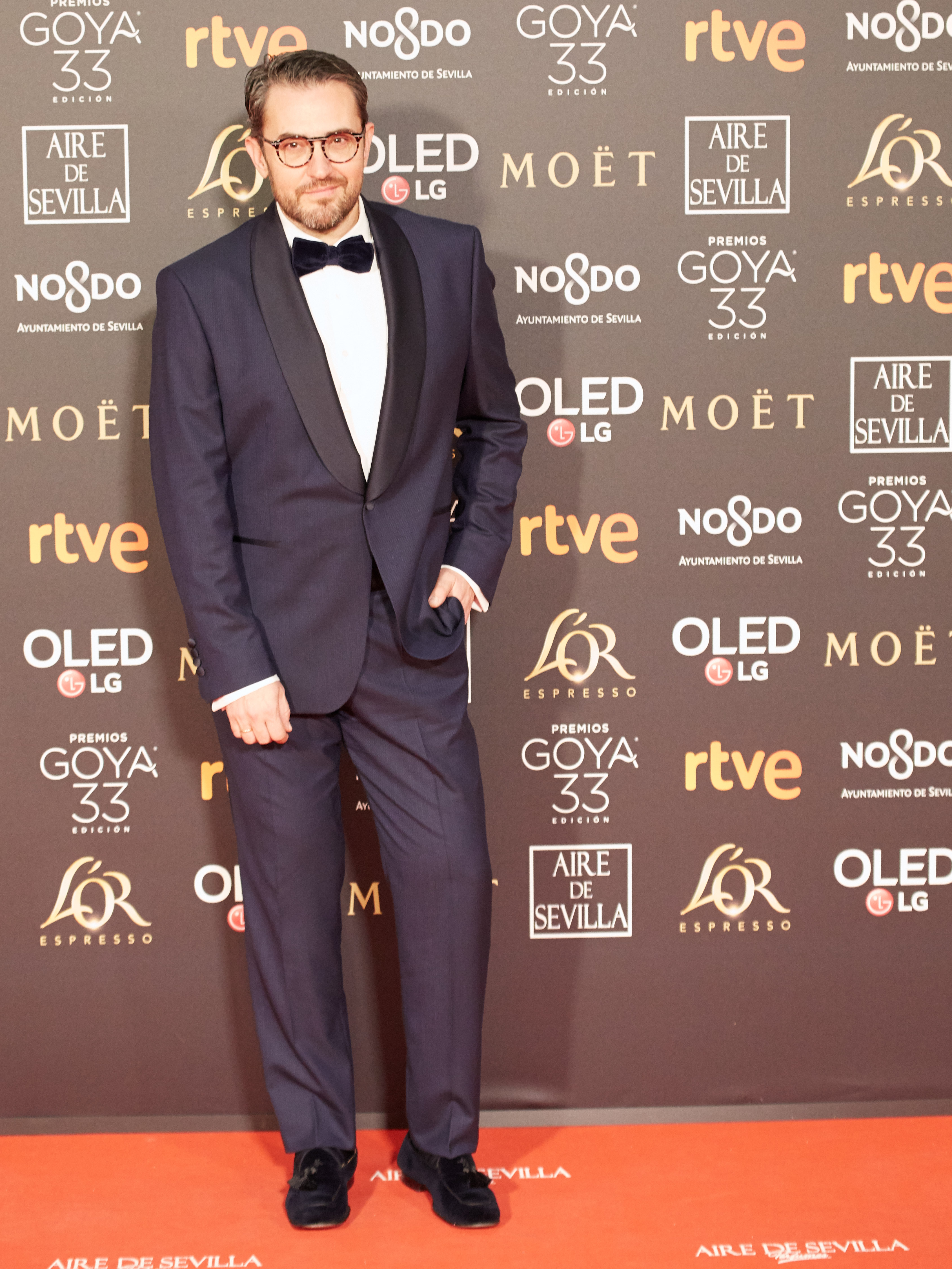
En los Premios Goya 2019

- No me dejes (Ne me quitte pas) (2015)
- La parte escondida del iceberg (2017)
- Firmamento (2018)
- Con el amor bastaba (2020)
- Adiós, pequeño (2022), Premio Fernando Lara.
- París despertaba tarde (2024)

Relatos
- El escritor (2015), ilustrado por Javier Jubera
- Partir de cero (2017), ilustrado por Carlos Salgado. Forma parte de una campaña de sensibilización de la Fundación Secretariado Gitano.[12]

Literatura infantil
- Elsa y el mar (2016), ilustrado por María Cabañas
- La banda de Olivia (2021), ilustrado por Lidia Cal

Libros de viajes
- Mi lugar en el mundo eres tú (2016)

## Distinciones y condecoraciones
- Premio Primavera de Novela (2014)
- Gran Cruz de la Real Orden de Carlos III (2021)[13]